# كونيغوند من ألتدورف
كونيغوند من ألتدورف (معروف أيضا كونيغوند أو تشونيزا؛ ح.1020 - 31 أغسطس 1054)؛ كان أحد أفراد فرع شوابيا من أسرة فلف الأكبر، وأيضا هي سلف أسرة فلف الأصغر هو أحد فروع أسرة إستي.

## الحياة
كانت كونيغوند الابنة الوحيدة لـ فلف الثاني، كونت ألتدورف وإميزا من لوكسمبورغ؛ سميت بذلك تكريماً لخالتها كونيغوند من لوكسمبورغ زوجة الإمبراطور هاينريش الثاني؛ وأيضا هي شقيقة فلف الثالث († 1055) أخر فرد في أسرة فلف الأكبر.
تزوجت تقربياً في 1035 من ألبرتو أزو الثاني، مارغريف ميلانو، لوني، تورتونا؛ هو ابن الوحيد لـ ألبرتو أزو الأول وزوجته أديلايد، مهر كونيغوند كان أراضي حول إليزينا (سولسينو حالياً)؛ التي كانت شكلت جزءاً من مهر والدتها.
كان كونيغوند وأزو ابناً واحداً:-
- فلف الرابع (بين 1030-1040 - 9 نوفمبر 1101؛ بافوس)؛ كان اسمه بعد خاله فلف الثالث الذي ورث مملتكاته بعد وفاته، وفي 1070 اكتسب أيضا دوقية بافاريا، التي حكمها السابق خالها هاينريش الخامس؛ وأيضا هو مؤسس أسرة غويلف الأصغر (أسرة فلف).